# Callistemon viminalis
Callistemon viminalis là một loài thực vật có hoa trong Họ Đào kim nương. Loài này được (Sol. ex Gaertn.) G.Don ex Loudon mô tả khoa học đầu tiên năm 1830.

## Hình ảnh

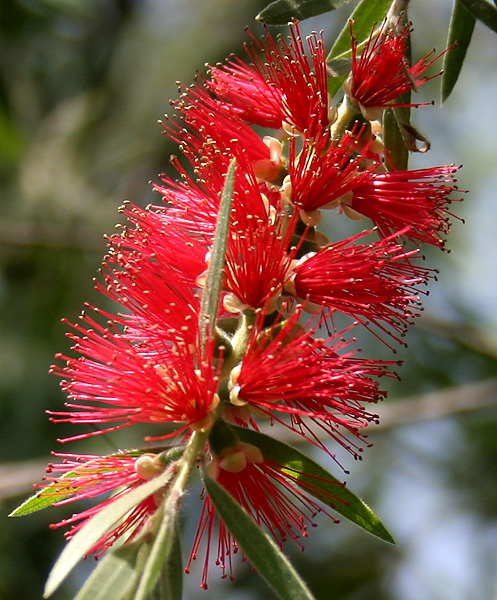
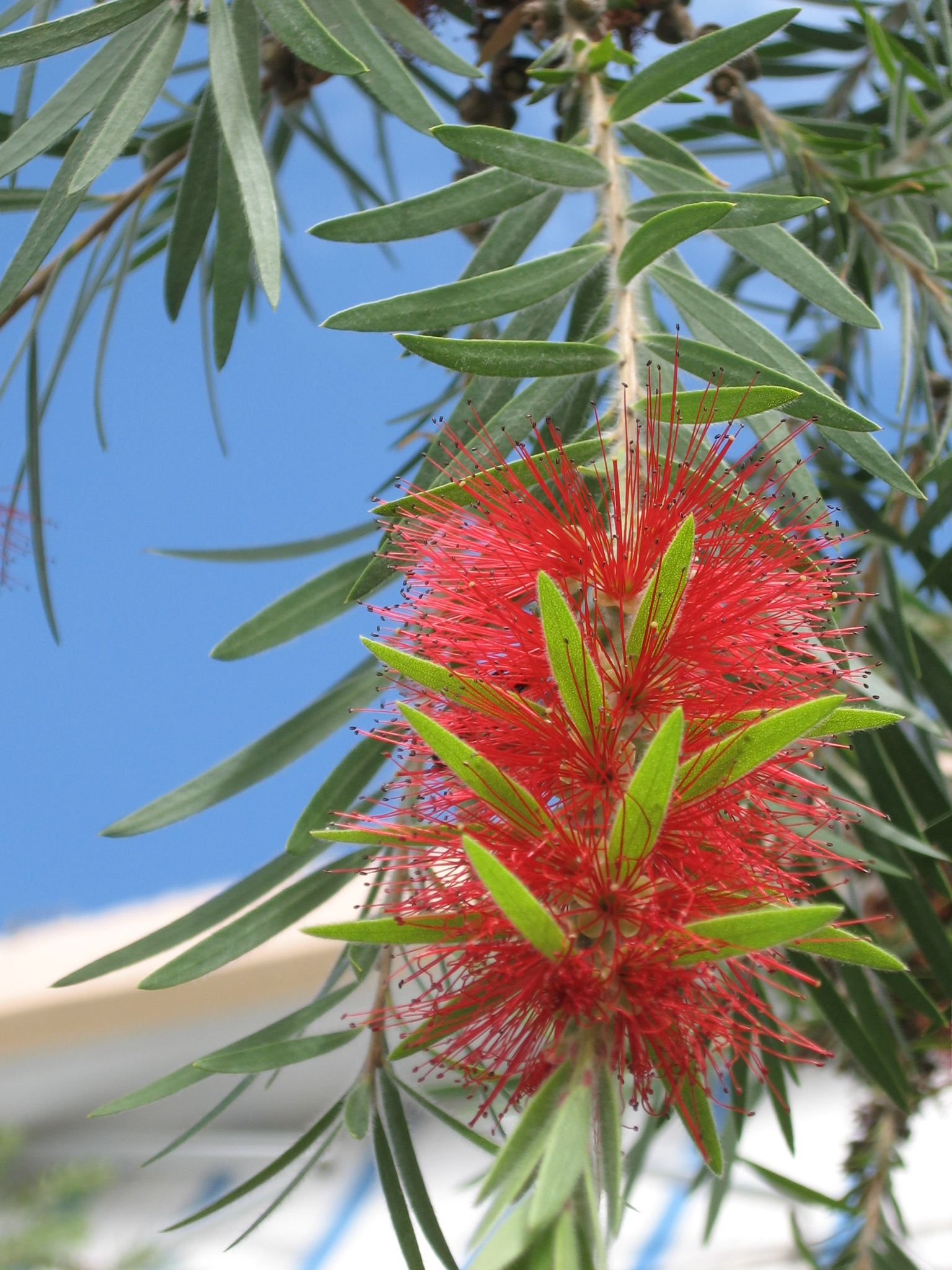
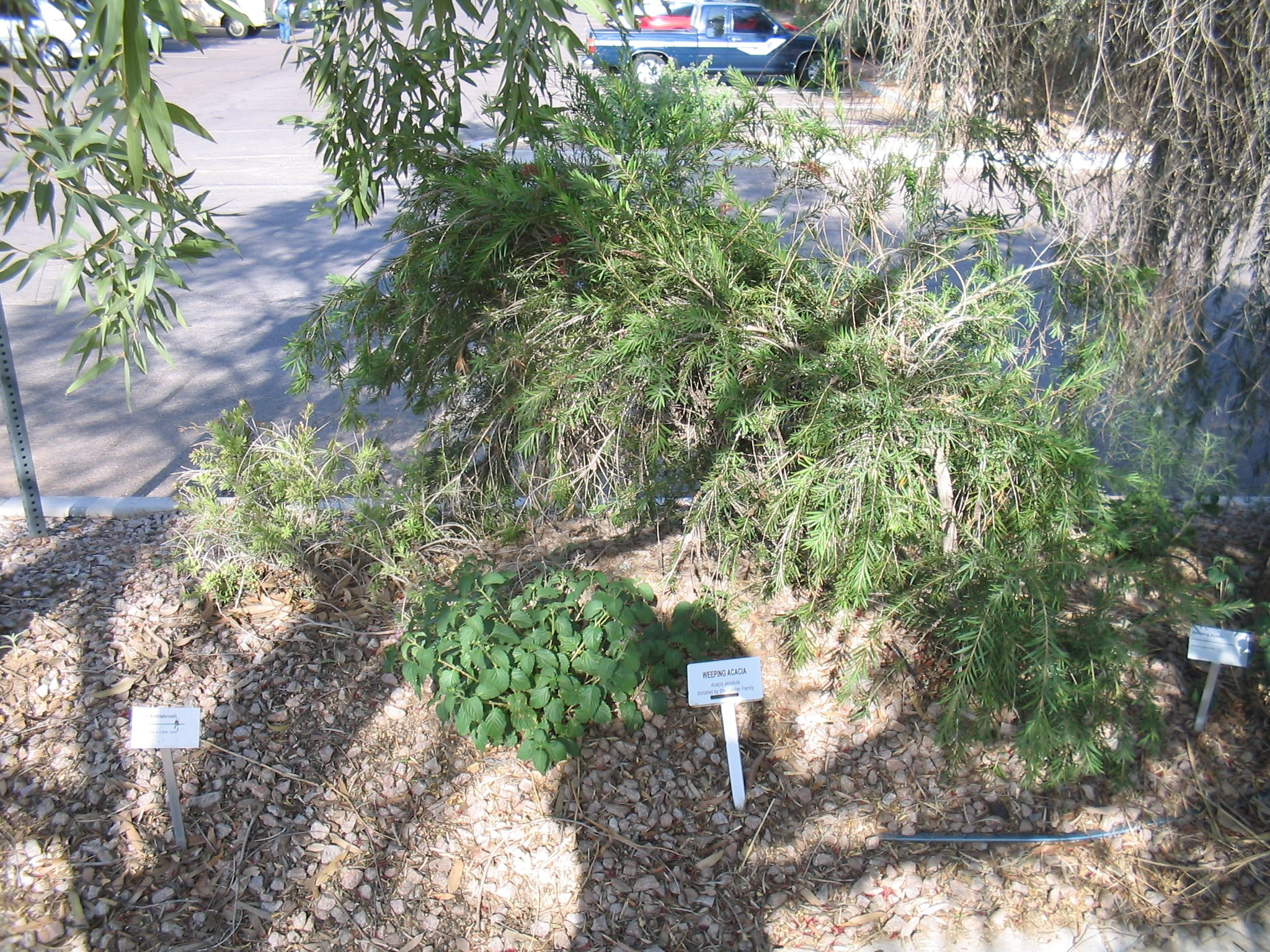
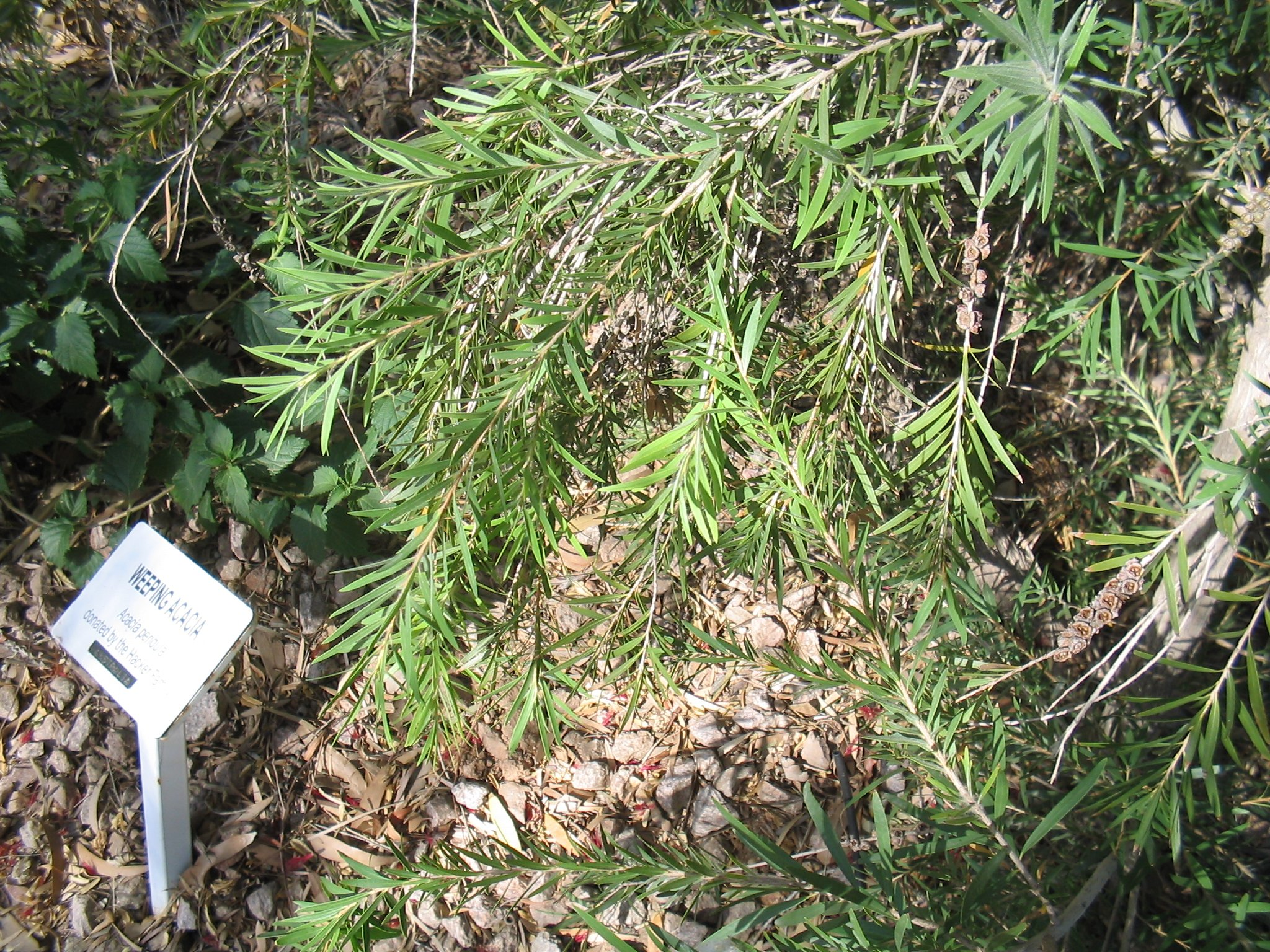